# Veldtochten naar Luxemburg
De veldtochten naar Luxemburg waren twee veldtochten van de Republiek der Verenigde Nederlanden en het Hertogdom Bouillon tegen de Spaanse Zuidelijke Nederlanden tijdens de Tachtigjarige Oorlog in 1593 en 1595. De eerste werd ondernomen door de Staatse leger onder leiding van Filips van Nassau naar het Hertogdom Luxemburg in het voorjaar van 1593, met als doel het Spaanse Leger van Vlaanderen naar een ander deel van de Nederlanden te lokken, verwarring te stichten en de aanvoer van nieuwe Spaansgezinde troepen naar de Nederlanden via de Spaanse Weg te kunnen dwarsbomen. Andere doelen waren Spanje economische schade te doen en steun verlenen aan de protestantse Franse troonpretendent Hendrik van Navarra (later Hendrik IV) en de protestantse vorst van Sedan en hertog van Bouillon, Hendrik de La Tour d'Auvergne.:249
De eerste veldtocht behaalde geen terreinwinst, maar deed het Luxemburgse platteland schade en wist het Spaanse leger met succes af te leiden. Twee jaar later resulteerde de vergelijkbare tweede veldtocht naar Luxemburg in de tijdelijke Inname van Hoei in het neutrale Luik door de Staatsen in februari–maart 1595, maar ze werden al snel weer teruggedrongen en de hertog van Bouillon werd ook weer uit de Luxemburgse grensforten verdreven.

## Achtergrond
Sinds 1589 waren de Staatsen aan een opmars begonnen in de Nederlanden. Onder leiding van prins Maurits en Willem Lodewijk werden diverse steden heroverd op het Spaanse bewind, waaronder Breda (1590), Nijmegen (1591) en Coevorden (1592). De gevechten vonden met name plaats aan de randen van de provincies Holland en Zeeland, het hartland van de opstandige Staten-Generaal van de Nederlanden, die sinds 1581 naar onafhankelijkheid streefden en in 1588 de Republiek der Verenigde Nederlanden hadden uitgeroepen. De Staten-Generaal wilden de druk in de Noordelijke Nederlanden verlichten door de Spanjaarden zuidelijker aan te vallen. Luxemburg werd hiervoor gekozen. Een ander motief was Spanje economische schade doen en daarmee steun verlenen aan Hendrik van Navarra, de protestantse vorst die de Franse troon probeerde te bestijgen als koning Hendrik IV, wat de door protestanten gedomineerde Republiek een machtige en religieus eensgezinde bondgenoot zou geven. Hoewel Hendrik tijdens de Drie-Hendriken-oorlog (1587–1594) zijn rivalen al had uitgeschakeld, weigerde de Katholieke Liga (gesteund door Spanje) hem nog steeds te erkennen en hield hem gewapenderhand buiten de hoofdstad Parijs.:249
De stadhouder van Luxemburg was Peter Ernst I van Mansfeld, die in december 1592 door Alexander Farnese aangewezen was als nieuwe landvoogd van de Spaanse Nederlanden. Door Luxemburg aan te vallen, werd de nieuwe landvoogd nog meer bij de zaak betrokken. Spaanse troepen zouden dan naar Luxemburg gezonden worden, waardoor de Noordelijke Nederlanden minder weerstand zouden ondervinden. Maurits van Nassau, de latere prins van Oranje en stadhouder van de Republiek der Verenigde Nederlanden was verantwoordelijk voor belegeringen en zou door de veldtocht minder weerstand moeten ondervinden. Via Luxemburg kwamen ook de nieuwe Spaanse troepen de Nederlanden binnen. Wanneer de Republiek dit gebied in haar bezit zou krijgen, zouden de Spaanse troepen in het noorden nog verder verzwakt worden.
De plannen van de Republiek konden op de steun rekenen van de hugenoot Hendrik de La Tour d'Auvergne, Frans maarschalk sinds 1592 en getrouwd met Charlotte van der Marck, de hertogin van Bouillon en vorstin van Sedan (door haar kinderloos overlijden in 1594 verwierf Hendrik beide landen). Hendrik wilde graag het gebied van zijn hertogdom uitbreiden. Het hertogdom Bouillon grensde in het zuiden aan Luxemburg; hierdoor had de Republiek een goede uitvalsbasis. Tenslotte zouden Duitse vorsten eerder geneigd zijn om deel te nemen aan de oorlog, wanneer de Spaanse troepen dusdanig verzwakt waren.

## Eerste veldtocht

### Voorbereidingen
Op 14 januari 1593 vertrok Filips van Nassau vanuit Nijmegen via Gulik (wier neutraliteit al vaker was geschonden) naar Luxemburg met zowel voetvolk als cavalerie. Volgens het Journaal van Anthonie Duyck 1591–1602 (uitgegeven door historicus Lodewijk Mulder in 1862–1866) had Filips beschikking over 'een 1000 man voetvolk' en '11 kornetten ruiterij'. Onduidelijk is hoeveel ruiters er in een 'kornet' gingen; H.M.F. Landolt stelde in het Militair woordenboek (1861): 'Een kornet kavallerie telde [in de 17e eeuw] gewoonlijk 30 à 60 paarden; verschillende kornetten vormden een eskadron', hetgeen zou neerkomen op 330 tot 660 manschappen te paard. Duyck vermeldt dat een tweede afdeling met 5 kornetten ruiterij (circa 150–300 cavaleristen) en 'eenig voetvolk' vertrok vanuit Breda en Heusden door Zuid-Brabant om zich bij Filips aan te sluiten. Zij veroverden Hannuit op de Spanjaarden (Antonio Coquel, Spaans commandant tijdens het Beleg van Steenwijk (1592), ontsnapte door naakt te vluchten ternauwernood aan gevangenneming), waarna de infanteristen naar Breda terugkeerden met de krijgsgevangenen en buitgemaakte paarden, terwijl de ruiters de tocht voortzetten en zich met Filips' troepenmacht verenigden. Robert Fruin (1861) baseerde zich daarentegen op Boek III van Pieter Christiaenszoon Bor (1595) en meldde dat het Staatse leger bestond uit '3000 man, voetvolk en ruiters'.

### Beleg van Sankt Vith

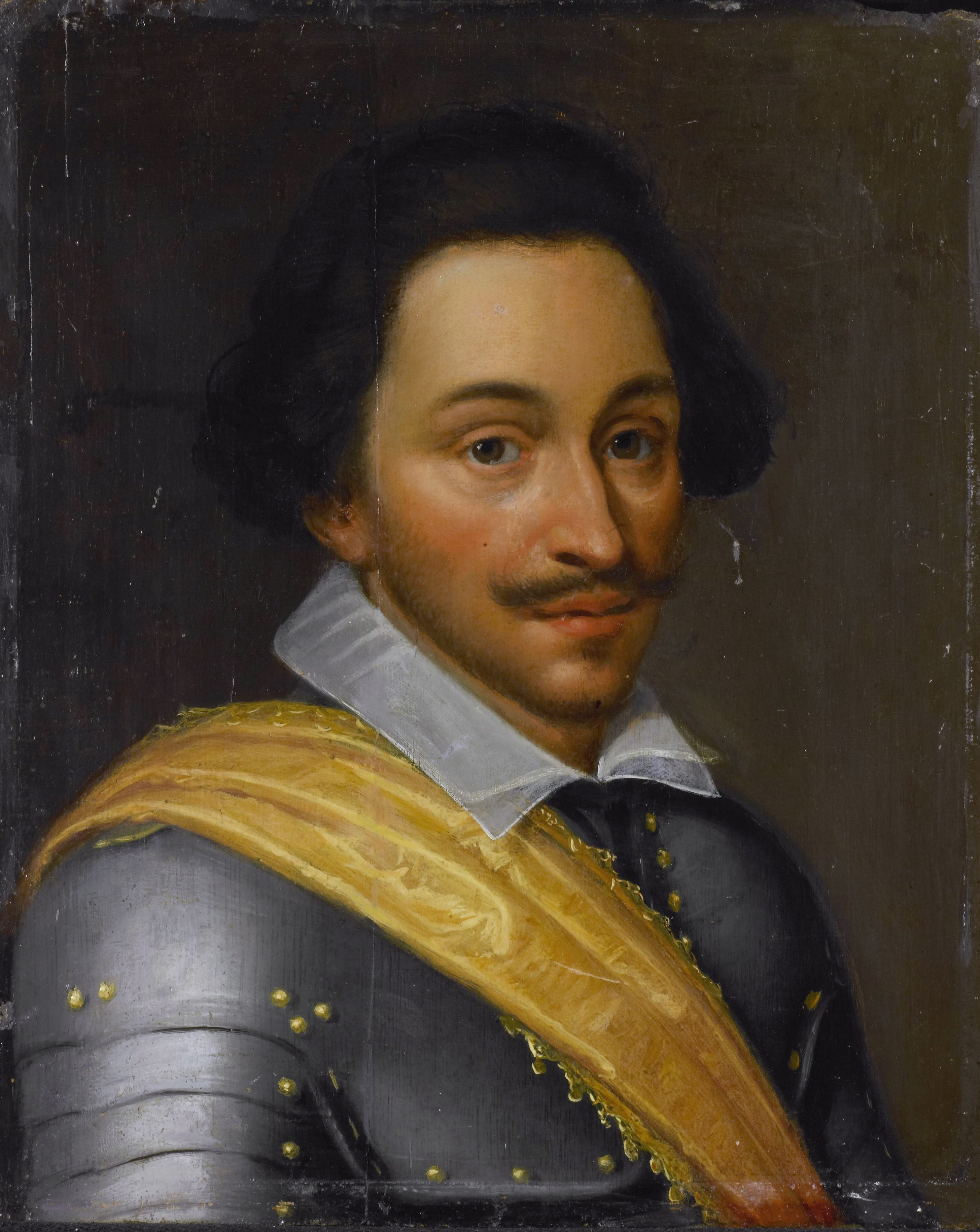
Filips van Nassau

De hertog van Bouillon had ondertussen al enkele plaatsen in Luxemburg veroverd op de Spanjaarden. Filips marcheerde naar Sankt Vith; volgens Ardennenhistoricus Michael Bormann (1841), die zich beriep op deel IV van Jean Bertholets Histoire ecclésiastique et civile du duché de Luxembourg (1745), had Filips toen hij de stad op 17 januari rond 7 uur 's avonds aanviel 1200 ruiters en 500 voetsoldaten; deze aantallen worden bevestigd in de Sankt Vither Stadtchronik. Filips poogde om deze stad in te nemen met een zeker belegeringswapen dat brandbare stoffen de stad in schoot en daarmee brand aanstichtte. De verdedigers van Sankt Vith slaagden er echter na enkele uren in om de Staatse krijgsmachine te verwoesten en de belegeraars gevoelige verliezen toe te brengen. Vanaf zonsopgang tot 8 uur 's ochtends viel Filips de stad opnieuw vergeefs aan. Hij dreigde vervolgens dat hij de gehele stad zou uitmoorden als ze zich niet meteen zou overgeven, maar dit sterkte volgens Bormann de verdedigers slechts in hun overtuiging om weerstand te blijven bieden en een nieuwe aanval werd afgeweerd. Op de derde dag gaf Filips het beleg op en ging in plaats daarvan over op het plunderen van het omliggende platteland met moord en brand, waarbij (katholieke) kerken niet gespaard werden.

### Plundering Luxemburgs platteland
Filips vroeg in een brief aan raadspensionaris Johan van Oldenbarneveldt of hij zijn troepen met die van de hertog mocht samenvoegen, om zo de campagne te vergroten. Op steun van Hendrik van Navarra hoefde echter niet gerekend te worden. Van Oldenbarneveldt riep hierop Filips terug naar de Republiek en brandschatten als buit mee terug te nemen. Mansfeld was al met een groot leger op komst, waardoor de hertog van Bouillon zich ook terugtrok. Onderweg naar de stad Luxemburg en terug werden er volgens Duyck in het hertogdom Luxemburg 24 dorpen leeggeroofd en in de as gelegd, waarna Filips via Keulen en het Gelders Opperkwartier op 10 februari terugkeerde in Nijmegen. Duyck merkte dan ook op dat het eerder een 'strooptocht' was om de Spanjaarden schade te doen dan om zelf veel (terrein)winst te boeken. Militair stelde de tocht niet veel voor en de verliezen waren onbeduidend, maar er was een 'tamelijcken buijt van clederen, lijnwaet ende eenige gevangenen ende gijselaers often borgen voor eenige brandschat'.

## Tussenspel

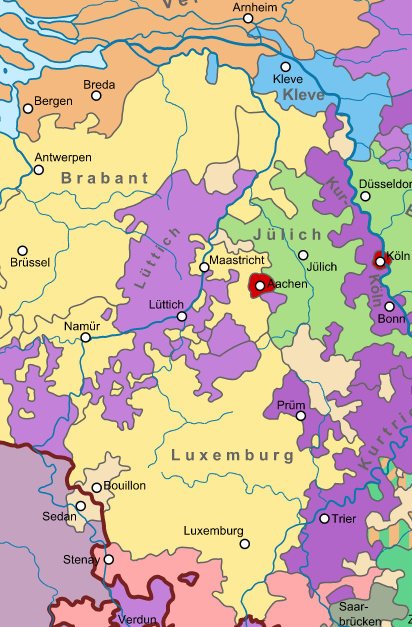
Gebied van de Luxemburgse veldtochten

### Val van Geertruidenberg
Door de veldtocht had de Republiek niet een gebied kunnen bezetten in de Zuidelijke Nederlanden, maar het had wel Mansfeld naar Luxemburg gelokt. De Spanjaarden legden half februari enkele kantonnementen aan in Luikerland. Hierdoor kon Maurits Geertruidenberg insluiten en had hij voldoende tijd om schansen op te werpen, om zo een ontzet door het leger van Mansfeld te voorkomen. Geertruidenberg gaf zich op 24 juni 1593 over aan Maurits.:269 Na onsuccesvol gemanoeuvreer tussen de Staatsen en Spaansen bij Crèvecoeur en 's-Hertogenbosch in juli en augustus poogden de Staatsen om de hertog van Bouillon te voorzien van middelen om troepen te betalen voor een nieuwe veldtocht tegen Luxemburg, maar het geldtransport werd op 17 augustus ten zuiden van Lommel overvallen door Spaanse ruiters en moest halsoverkop terugtrekken.:273
Ondertussen had Hendrik van Navarra zich in juli 1593 tot het katholicisme bekeerd om zo met steun van de Katholieke Liga erkend te worden als koning van Frankrijk (‘Paris vaut bien une messe’). Hij slaagde hier weliswaar in, maar zijn protestantse bondgenoten in de Republiek veroordeelden dit besluit ten zeerste en betwijfelden bovendien of zij militair nog wel op hem konden rekenen. Hendrik van Navarra verklaarde dat hij de Republiek niet in de steek zou laten en bleef geld en troepen sturen voor de strijd tegen Spanje.:248–249

### Verrassing van Eupen
In het najaar deed Filips van Nassau een poging om de vestingstad Limburg te veroveren. Deze keer vertrok hij op 30 oktober 1593 vanuit Nijmegen met 7 kornetten (210–420 ruiters) en 400 voetsoldaten en kwam door zware regen vertraagd in de nacht van 3 november voor Limburg. Omdat een deel van de Nederlandse troepen door regen en duisternis verdwaald was, blies hij de aanval af en nam in plaats daarvan de volgende dag Eupen bij verrassing in. Het Spaanse garnizoen aldaar vluchtte een kerk in, die Filips in brand liet steken. Nadat ongeveer 80 Spaanse soldaten waren omgekomen gaf de rest zich over. In de avond van 6 november keerde Filips met de krijgsgevangenen terug in Nijmegen.:285–286
Hendrik van Navarra werd eindelijk erkend als koning Hendrik IV van Frankrijk toen hij in februari 1594 werd gekroond te Chartres en in maart 1594 zijn intocht in Parijs hield. Maurits heroverde Groningen in juli 1594, terwijl in augustus door achterstallige soldij muiterij uitbrak onder de Spaanse troepen in Noord-Frankrijk en vervolgens onder de Italiaanse troepen in Brabant; de laatsten plunderden de stad Tienen totdat ze werden betaald.

## Tweede veldtocht

### Inname van Hoei

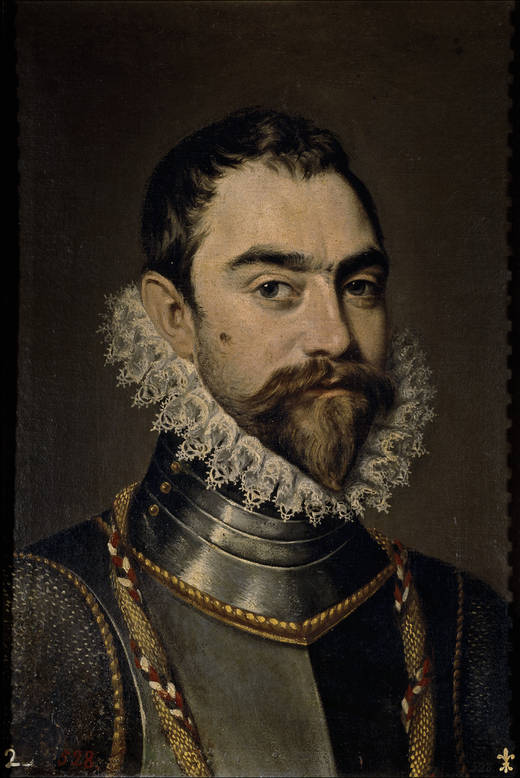
Francisco Verdugo

Op 17 januari 1595 verklaarde de nieuwe Franse koning Hendrik IV de oorlog aan Spanje en beval hertog Hendrik van Bouillon om opnieuw een veldtocht door Luxemburg heen te houden en samen met Staatse troepen Hoei in het neutrale prinsbisdom Luik te veroveren. Met deze corridor tussen de Republiek en Frankrijk zouden de bondgenoten Brussel en Antwerpen kunnen bedreigen. Met veel geweld werd op 6 februari 1595 Hoei ingenomen door de Staatse troepen onder leiding van Charles de Héraugière. Na een vergeefs beroep te hebben gedaan op de Duitse rijksvorsten, vroeg de Luikse prins-bisschop de Spaanse landvoogd Fuentes (opvolger van de 20 februari 1595 plots overleden landvoogd Ernst van Oostenrijk) om in te grijpen. De Spanjaarden verjoegen de Staatsen op 20 maart uit Hoei en gaven de stad terug aan Luik.

### Luxemburgse vestingstrijd
Ondertussen was Francisco Verdugo in opdracht van Fuentes vanaf Lingen naar het zuiden vertrokken om hertog Hendrik van Bouillon te verjagen uit enkele Luxemburgse vestingen: Yvoix (heden Carignan), La Ferté-sur-Chiers en Chauvency-le-Château. Verdugo kreeg minder troepen van Fuentes dan gevraagd, maar slaagde met zijn kleine geïmproviseerde strijdmacht er toch in om de Luxemburgse grensvestingen te heroveren voordat hij rond juni 1595 ontslag vroeg en in september 1595 stierf.